# Idaea esterelata
Idaea esterelata là một loài bướm đêm trong họ Geometridae.